# Андрієнко Олексій Григорович
Олексій Григорович Андрієнко (1895, с. Матяшівка Велико-Багачанського району Полтавської області — ?) — бандурист.

## Життєпис
Першу бандуру придбав у бандуриста Н. Чумака, від якого перейняв і основи гри на цьому інструменті. Потім гру вдосконалював самостійно. Часто виступав, деколи разом з сином, у рідному селі та сусідніх населених пунктах, у тому числі й у Києві. Учасник наради кобзарів і лірників при Інституті українсько-го фольклору АН УРСР (1939).
Працював продавцем у сільському магазині, писарем, головою сільради, комірником у колгоспі. В репертуарі старовинний кобзарський мелос, були й сучасні пісні і танці.